# アピカ
アピカは、日本ノート株式会社（にっぽんノート、英文社名: NIPPON NOTE Co., Ltd.）の文具ブランドの一つ。および、同社の前身となる、かつて存在した王子製紙グループであった文具メーカー。
日本ノート株式会社（にっぽんノート、NIPPON NOTE Co.,Ltd.）は、東京都江東区冬木に本社を置く、主に学童向けの学習帳、文具を製造、販売する文具メーカーである。主に学童向けの学習帳、一般向けのノート類、レターセット、プリンタ用紙などを紙製文具全般を製造・販売する、プラス株式会社グループの企業である。

## 主な製品
学習帳（スヌーピー学習帳、トーカイグラフィック学習帳など）、ノート、原稿用紙、便箋、封筒、レターセット、アドレス、プリンタ用紙、伝票、領収証、履歴書など

## 合併前の主要事業所
- 本社 - 埼玉県越谷市大沢3174
- 札幌営業所 - 北海道札幌市東区北20条東18丁目2-1
- 福岡営業所 - 福岡県福岡市博多区東光2-8-17
- 越谷工場 - 埼玉県越谷市大沢3174
- 枚方工場 - 大阪府枚方市春日北町1-6-1（2021年閉鎖）

## 沿革
- 1916年（大正5年）3月 - 日本ノート製造株式会社設立。
- 1920年（大正9年）7月 - 日本学用品株式会社を合併、日本ノート学用品株式会社に社名変更。
- 1954年（昭和29年）10月 - 日本ノート株式会社に社名変更。
- 1965年（昭和40年）6月 - 枚方工場操業開始。
- 1968年（昭和43年）9月 - 日章株式会社に社名変更。
- 1973年（昭和48年）2月 - ブランド名「アピカ」を制定。
- 1983年（昭和58年）10月 - アピカ株式会社に社名変更。
- 2002年（平成14年）8月1日 - 東海紙製品株式会社と合併。
- 2017年 (平成29年) 4月 - プラス株式会社グループに加わる。
- 2019年 (平成31年)1月 - キョクトウ・アソシエイツと合併し、日本ノートが誕生。同社の社内カンパニーになった。

### 東海紙製品の沿革
- 1949年（昭和24年）12月 - 会社設立。
- 1967年（昭和42年）8月 - 越谷工場操業開始。
- 2002年（平成14年）8月1日 - アピカと合併。